# National Premier Leagues Victoria

Logo de la Vodafone Cup

La National Premier Leagues Victoria (NPL Victoria) est la compétition de football la plus haute de l'État de Victoria en Australie. Elle dépend de la Football Federation Victoria, l'organe dirigeant du football de l'État de Victoria.
À la suite de la disparition de la National Soccer League en 2004, les anciennes équipes NSL de Victoria (Melbourne Knights et South Melbourne) furent redirigés en VPL. Début 2005, la ligue reçut un coup de pouce de la part de Vodafone qui accepta de sponsoriser le championnat. La compétition de 2006, qui a commencé le 3 février, porte dorénavant le nom du sponsor : Vodafone Cup

## Championnat 2023
| 1.  | Heidelberg United      | 0 |
| 2.  | Avondale FC            | 0 |
| 3.  | Oakleigh Cannons       | 0 |
| 4.  | Green Gully            | 0 |
| 5.  | Bentleigh Greens       | 0 |
| 6.  | Hume City              | 0 |
| 7.  | St Albans Saints SC    | 0 |
| 8.  | South Melbourne        | 0 |
| 9.  | Port Melbourne SC      | 0 |
| 10. | Melbourne Knights      | 0 |
| 11. | Altona Magic           | 0 |
| 12. | Dandenong Thunder      | 0 |
| 13. | North Geelong Warriors | 0 |
| 14. | Moreland City          | 0 |

## Champions (1946-2019)
- 1946 - Moreland
- 1947 - Sunshine United
- 1948 - Box Hill
- 1949 - Brighton
- 1950 - Sunshine United
- 1951 - Yallourn
- 1952 - Juventus
- 1953 - Juventus
- 1954 - Juventus
- 1955 - Brunswick Juventus
- 1956 - Brunswick Juventus
- 1957 - Footscray JUST
- 1958 - Brunswick Juventus
- 1959 - Ringwood Wilhelmina
- 1960 - Polonia
- 1961 - Polonia
- 1962 - South Melbourne
- 1963 - Footscray JUST
- 1964 - South Melbourne
- 1965 - South Melbourne
- 1966 - South Melbourne
- 1967 - Melbourne
- 1968 - Croatia
- 1969 - Footscray JUST
- 1970 - Brunswick Juventus
- 1971 - Footscray JUST
- 1972 - South Melbourne
- 1973 - Footscray JUST
- 1974 - South Melbourne
- 1975 - Fitzroy United
- 1976 - South Melbourne
- 1977 - George Cross
- 1978 - Essendon Lions
- 1979 - Essendon Lions
- 1980 - Preston
- 1981 - Green Gully
- 1982 - Green Gully
- 1983 - Green Gully
- 1984 - Morwell Falcons
- 1985 - Croydon City
- 1986 - Croydon City
- 1987 - Maribyrnong Polonia
- 1988 - Heidelberg United
- 1989 - Morwell Falcons
- 1990 - Heidelberg United
- 1991 - Brunswick Juventus
- 1992 - North Geelong
- 1993 - Bulleen
- 1994 - Preston Lions
- 1995 - Altona Magic
- 1996 - Altona Magic
- 1997 - Altona Magic
- 1998 - Bulleen Inter Kings
- 1999 - Green Gully
- 2000 - Green Gully
- 2001 - Heidelberg United
- 2002 - Preston Lions
- 2003 - Green Gully
- 2004 - Bulleen Zebras
- 2005 - Green Gully
- 2006 - South Melbourne
- 2007 - Preston Lions
- 2008 - Altona Magic
- 2009 - Altona Magic
- 2010 - Green Gully
- 2011 - Green Gully
- 2012 - Dandenong Thunder
- 2013 - Northcote City
- 2014 - South Melbourne
- 2015 - Bentleigh Greens
- 2016 - South Melbourne
- 2017 - Bentleigh Greens
- 2018 - Heidelberg United
- 2019 - Bentleigh Greens
- 2020 - Non attribué à cause de la pandémie du Covid 19
- 2021 - Non attribué à cause de la pandémie du Covid 19
- 2022 - Oakleigh Cannons
- 2023 - Avondale FC

## Clubs participants (1978-2006)
- Albion Leyland/Albion Rovers/Albion Turk Gucu/Melton Reds (1978-79, 1982-1985, 1990-1997)
- Altona City (1978-1981)
- Altona East Phoenix (1999-2002)
- Altona Gate/Altona Magic (1989-)
- Bentleigh Greens (1996-2005)
- Box Hill (1983-1990, 1995-1996)
- Broadmeadows (1984)
- Broadmeadows City (1987)
- Bulleen Lions (1988-1997)
- Bulleen Zebras (1998-)
- Caulfield City (1986-1990, 1993)
- Croydon City (1979-84)
- Doncaster Rovers (1995)
- Doveton (1981-1984, 1991)
- Essendon Croatia/Melbourne Croatia (1978-1983, 2005-)
- Essendon Royals (2001, 2003-)
- Fawkner Blues (1983-2004)
- Fawkner/Whittlesea Stallions (2005-)
- Fitzroy City (2002)
- Frankston City (1978-1982)
- Frankston Pines (1984-1987, 1989-1990, 2003-)
- George Cross Courage/George Cross/Sunshine George Cross (1978-1983, 1992-1999, 2005-)
- Green Gully Cavaliers (1978-1983, 1987-)
- Hakoah. St Kilda/St. Kilda Hellas-Hakoah (1978-1982)
- Heidelberg United (1988, 1990, 1996-1998, 2000-2002, 2005-)
- Juventus/Brunswick Juventus (1978-1983, 1989-93)
- Kingston City (2006-)
- Knox City (1984-1985, 1992-1993, 2004)
- Maribyrnong Polonia/Polonia (1982-1989)
- Melbourne (1986)
- Melbourne City JUST (1990)
- Melbourne Raiders (1999-2000)
- Moorabbin City (1998)
- Mooroolbark (1990-1991)
- Morwell Falcons (1982-1992)
- North Geelong Warriors (1992-1997)
- Northcote City (1981-1991)
- Oakleigh Cannons (1987-1988, 1991-1992, 2000, 2004-)
- Port Melbourne Sharks (1994-2003)
- Prahran Slavia (1978-80)
- Preston Makedonia/Preston Lions (1978-80, 1994-1995, 1997-)
- Richmond (2006-)
- Ringwood City (1978-1986, 1988-1990)
- South Dandenong/Dandeong Thunder (1998-1999, 2001)
- South Melbourne (1983, 2005-)
- Springvale City (1985-1989, 1993-1996)
- Springvale White Eagles (1997-1999)
- St. Albans Saints (1984-2005)
- Sunshine City (1978-1982)
- Thomastown Zebras (1985-1994, 1996-1998)
- Werribee City Bees (1994-1995)
- Western Suburbs (1980, 1984-1988)
- Westvale (1999)
- Whittlesea Stallions (2002-2004)